# Gå på vattnet om du kan
Gå på vattnet om du kan är en svensk dramafilm från 1979 i regi av Stig Björkman. I rollerna ses bland andra Lena Nyman, Tomas Pontén och Claire Wikholm.

## Handling
Orlanda studerar litteraturhistoria och sitter på Kungliga biblioteket i Stockholm och läser D.H. Lawrence. Hon försörjer sig som nattsköterska på mentalsjukhuset Långbro. Där träffar hon konstnären Malin och de två blir vänner. Senare begår Malin självmord.
På Kungliga biblioteket träffar Orlanda UD-tjänstemannen Anders som är i Sverige på tillfälligt besök. De blir kära i varandra och inleder en kort, passionerad kärleksaffär, innan Anders åter reser till Argentina, där han arbetar. Orlanda tar beslutet att följa med och Anders lovar att ordna ett arbete åt henne. Han undanhåller dock att han är gift och att hans hustru finns kvar i Argentina. Upptäckten blir till en obehaglig överraskning för Orlanda, liksom det faktum att Anders i Argentina förvandlas till en kylig och hård byråkrat.
Orlanda engagerar sig politiskt mot det militära förtrycket i Argentina. Hon solidariserar sig med det underjordiska politiska arbetet, vilket leder till att hon hamnar i fängelse. Där blir hon våldtagen. Anders hjälper henne ut ur fängelset och de två går därefter skilda vägar. Orlanda har uppnått både ett politiskt och personligt uppvaknande.

## Rollista
- Lena Nyman – Orlanda, nattsköterska
- Tomas Pontén – Anders, UD-tjänsteman
- Claire Wikholm – Malin, målare
- Norman Briski	– Raúl, läkare
- Anni-Frid Lyngstad – Anna, Anders fru
- Toni Valente – Jesus i Orlandas drömmar
- Ernst Günther – herr Löv, mentalpatient
- Mats Sturesson – Bengt, Malins fästman
- Gunnar Schyman – Seved, trädgårdsmästaren

## Om filmen
Sun Axelsson utkom 1962 med romanen Eldens vagga, som kom att bli mycket uppmärksammad. 1975 skrev hon ett filmmanus med titeln Orlanda Furiosa, löst baserat på denna roman och personliga upplevelser. Hon skrev manuset för Stig Björkman, som samma år haft stora framgångar med filmen Den vita väggen. Björkman hade emellertid just blivit anställd med treårskontrakt vid Det danske filminstitut, varför manuskriptet lades åt sidan.
Tre år senare, 1978, togs manuskriptet upp på nytt. Detta kan förklaras av att Jörn Donner tillträtt som chef för Svenska Filminstitutet och Anna-Lena Wibom som ny producent och att Björkman och Axelsson och hade goda kontakter med dem båda. Manuskriptet reviderades, fick produktionsgaranti och blev klar för inspelning. Inspelningen kom dock att läggas på ett mindre bolag, vilket Björkman uttryckte missnöje över, men var tvungen att finna sig om filmen skulle bli verklighet. Budgeten var begränsad till drygt 3 000 000 svenska kronor.
Inspelningen ägde rum mellan den 8 januari och 11 mars 1979. Den började i Stockholm och pågick där under tre veckor. Därefter fortsatte inspelningen i Sevilla i Spanien under sex veckor. I förlagan utspelar sig handlingen i Chile, vilket i manuskriptet hade ändrats till Argentina, som fick bli Spanien i filmen på grund av de låga inspelningskostnaderna där. Filmen regisserades av Björkman och producerades av Anna-Lena Wibom. Den fotades av Petter Davidson och klipptes därefter samman av Margit Nordqvist. Musiken komponerades av Berndt Egerbladh och Ralph Lundsten.
Filmen premiärvisades den 17 september 1979 på biografen Festival i Stockholm. Den blev ingen publiksuccé och sågs av endast 11 000 personer. Filmen sändes 1982 och 1999 i Sveriges Television.

## Musik
- "Gracias a la vida" (text och musik: Violeta Parra, svensk text: Brita Åhman)